# Karel Van Damme
Pour les articles homonymes, voir Van Damme.
Carolus (Karel) Josephus Van Damme, né le 9 septembre 1887 à Gand et décédé le 12 juillet 1951 à Bruxelles fut un homme politique belge socialiste.
Claessens fut comptable.
Il fut élu conseiller communal (1921-1951) de Merksem, conseiller provincial (1921-32 et 1933-46) de la province d'Anvers, sénateur de l'arrondissement d'Anvers (1945-1946) en suppléance d'Edouard Claessens.
Il fut créé officier de l'ordre de Léopold.

## Généalogie
- Il fut fils de Henricus (°1856) et Josephina Sterckx (°1860).
- Il épousa en 1907 Rachel Van der Bruggen.

## Sources
- Bio sur ODIS